# Karl-Georg Loritz

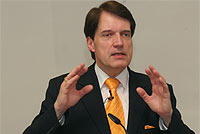
Karl-Georg Loritz, Redner auf der Expo REAL 2010

Karl-Georg Loritz (* 6. Februar 1953 in Schwandorf) ist ein deutscher Jurist und Experte für Unternehmensteuerrecht, Unternehmens- und Kapitalanlagerecht.

## Werdegang
Die Ablegung beider juristischer Staatsprüfungen erfolgte in den Jahren 1976 und 1978/1979; zeitlich dazwischen lagen Referendariat und zugleich wissenschaftliche Tätigkeit an der Universität Regensburg. Im Anschluss war Loritz als wissenschaftlicher Mitarbeiter an der Juristischen Fakultät der Universität Genf tätig; er wurde 1979 an der Universität Konstanz zum Dr. jur. promoviert. Im gleichen Jahr wurde er zum Regierungsrat im Bayerischen Staatsministerium der Finanzen ernannt und übte diese Tätigkeit bis 1984 aus. Während einer Beurlaubung nahm er eine Tätigkeit als wissenschaftlicher Mitarbeiter an der Universität Konstanz wahr. Dort habilitierte er 1983 im Bürgerlichen Recht, Handelsrecht, Arbeitsrecht, Steuerrecht und Zivilprozessrecht. In den Jahren 1983 bis 1984 erfolgte seine Abordnung als wissenschaftlicher Mitarbeiter an das Bundesverfassungsgericht.

## Wirken
Von 1984 bis 1987 war Loritz Inhaber eines Lehrstuhls und Institutsdirektor an der TU Berlin und von 1987 bis 1994 Inhaber eines Lehrstuhls und Institutsvorstand an der Juristischen Fakultät der Universität Würzburg. Er wechselte im Anschluss an die Universität Mainz. Zwei Mal war er Professeur associé an der Faculté de Droit der Universität Genf/Schweiz. Seit 1998 ist er Inhaber des Lehrstuhls für Zivilrecht, Steuerrecht und Arbeitsrecht und Mitinhaber der Forschungsstelle für Unternehmens- und Kapitalanlagerecht sowie Unternehmenssteuerrecht – Companies, Capital Markets & Taxes (CoCapT) – an der Rechts- und wirtschaftswissenschaftlichen Fakultät der Universität Bayreuth. Dort blieb er trotz eines weiteren Rufes auf einen Lehrstuhl an die Juristische Fakultät der Universität Wien. Von 1996 bis 1998 übte er das Amt des Prodekans und von 1996 bis 1998 das Amt des Dekans aus. von 2009 bis 2013 war er Mitglied des Hochschulrats. Er ist auch als freiberuflicher Steuerberater tätig und Mitglied von Aufsichts- und Verwaltungsräten.
Seine Spezialgebiete sind das Unternehmenssteuer-, das Unternehmens- und Kapitalanlagerecht sowie ausgewählte Gebiete des Arbeitsrechts. Seit 1998 Teilnahme an Sachverständigenanhörungen des Finanzausschusses des Deutschen Bundestages. Das wissenschaftliche Werk umfasst mehr als ein Dutzend Bücher, zahlreiche Kommentierungen und einige hundert sonstige Abhandlungen zum Zivil-, Steuer-, Kapitalanlage-, Arbeits-, Gesellschafts- und Verfassungsrecht. Eine besondere Expertise besteht im Bereich der Unternehmens- und Privatvermögens(neu)gestaltungen und Nachfolgeplanungen mit (erbschaft)steuerlicher Optimierung. Im Kapitalanlagerecht Spezialisierung auf Modellkonzeptionen, welche u. a. auf seiner Praxiserfahrung der Marktsegmente Immobilienwirtschaft und Fonds basieren. Die Begrifflichkeit Real Equity wurde von ihm maßgeblich definiert und geprägt. Unabhängig von der Assetklasse der Kapitalanlagen befasste sich Karl-Georg Loritz auch stark mit den rechtlichen Aspekten der Kapitalanlagenvermittlung sowie der Haftungsthematik des Kapitalanlagenvertriebes. Neben seiner wissenschaftlichen universitären Arbeit ist er als wissenschaftlicher Gutachter für Unternehmen und staatliche Stellen tätig.
Bei der mündlichen Verhandlung in einem Verfahren auf Zahlung einer Steuerrückerstattung im Zusammenhang mit Cum-Ex-Geschäften in Deutschland vor dem Finanzgericht Köln war Loritz 2019 Beistand einer US-amerikanischen Fondsgesellschaft. Loritz hatte bereits 2017 in einem Aufsatz darauf verwiesen, dass für die Anrechnung und Erstattung der Kapitalertragsteuer wesentlichen Elemente vom Gesetzgeber nicht sorgfältig aufeinander abgestimmt gewesen seien beziehungsweise dieser bewusst Lücken gelassen habe. Die Klage wurde abgewiesen.

## Schriften
- Die Konkurrenz materiellrechtlicher und prozessualer Kostenerstattungsansprüche und -normen bei Anspruchsentstehung und -durchsetzung Dissertationsdruck, Konstanz 1979. Erschienen auch als: Die Konkurrenz materiellrechtlicher und prozessualer Kostenerstattung (Aktualisierte Fassung der Dissertation) Prozeßrechtliche Abhandlungen, Heft 52, Köln, Berlin, Bonn, München, 1981.
- Habilitationsschrift: Die Mitarbeit Unternehmensbeteiligter – Arbeits-, gesellschafts- und steuerrechtliche Probleme – Monographien zum deutschen und internationalen Wirtschafts- und Steuerrecht, Band 7, Konstanz 1984.
- Einkommensteuerrecht – Ein Lehrbuch, Heidelberg 1988.
- Möglichkeiten und Grenzen der Sonntagsarbeit – Eine Untersuchung der Rechtslage in der Bundesrepublik Deutschland und eine rechtsvergleichende Betrachtung des Rechts der EG-Länder, Österreichs und der Schweiz –, Reihe „Der Betrieb“, Stuttgart 1989.
- Tarifautonomie und Gestaltungsfreiheit des Arbeitgebers, Berlin 1990.
- Die Beteiligung der Nichtselbständigen am Produktivvermögen, Göttingen 1992.
- Konzeptionshandbuch der steuerorientierten Kapitalanlage, Band I (Gemeinschaftswerk mit Notar Dr. jur. K.-R. Wagner), München 2. Aufl. 1997.
- Konzeptionshandbuch der steuerorientierten Kapitalanlage, Band II (Gemeinschaftswerk mit Notar Dr. jur. K.-R. Wagner), München 1995.
- Loritz/Wagner, Rechtsprechung steuerorientierte Kapitalanlagen 1996, Köln 1997.
- Soergel, Kommentar zum BGB, Band 9 – Erbrecht, 13. Aufl., Neukommentierung der §§ 2064-2099, Stuttgart 2003.
- Zöllner/Loritz/Hergenröder, Arbeitsrecht, 6. Aufl., München 2008.